# Lommiswil
Lommiswil es una comuna suiza del cantón de Soleura, situada en el distrito de Lebern. Limita al suroeste, oeste y noroeste con la comuna de Selzach, al noreste y este con Oberdorf, y al sureste con Bellach.